# Emneth
Emneth is een civil parish in het bestuurlijke gebied King's Lynn en West Norfolk, in het Engelse graafschap Norfolk met 2617 inwoners.

## Omschrijving
Dit dorp in het Fenland, een moerasachtig gebied in het oosten van Engeland, ligt op de grens van de county Cambridgeshire in het zuidoosten van Norfolk. Het dorp ligt ten zuiden van Walsoken en ten noorden van Outwell. Binnen de grenzen van de parochie Emneth bestaat ook een nederzetting met de naam Emneth Hungate en Holly End. Door de jaren heen werd er flink gediscussieerd over het ontstaan van de naam van het dorp Emneth. Het is afkomstig van oud Engels en daardoor waarschijnlijk Saksisch van oorsprong. Het kan zacht glooiende weide, kruising van stromen van de rivier Aemenan, rivierinvloeden behorende aan Eana of gemaaide weide. Het nawoord Hungate laat denken dat de omgeving kan worden geassocieerd met het houden of fokken van honden. Het dorp wordt niet genoemd in het zogenaamde Domesday Book. De reden hiervoor mag zijn het dorp werd gewaardeerd met een andere parochie en niet werd vernoemd. Er is bewijs dat er activiteit was in de parochie sinds de Romeinse periode en mensen met metaaldetectieapparatuur hebben menig middeleeuws en pre-middeleeuwse voorwerpen gevonden.